# 608 Adolfine
Adolfine è un asteroide della fascia principale del diametro medio di circa 25,18 km. Scoperto nel 1906, presenta un'orbita caratterizzata da un semiasse maggiore pari a 3,0252282 UA e da un'eccentricità di 0,1207805, inclinata di 9,36261° rispetto all'eclittica.
Stanti i suoi parametri orbitali, è considerato un membro della famiglia Eos di asteroidi.
Questo asteroide è stato nominato così dal secondo nome della moglie di un amico dello scopritore, Jenny Adolfine Kessler (il primo nome, Jenny, è stato usato per l'asteroide 607 Jenny).